# Ханрот
Ханрот (нем. Hanroth) — община в Германии, в земле Рейнланд-Пфальц. 
Входит в состав района Нойвид. Подчиняется управлению Пудербах.  Население составляет 626 человек (на 31 декабря 2010 года). Занимает площадь 2,43 км².